# Lars Andersen (Bogenschütze)
Lars Andersen (* 8. November 1964) ist ein dänischer Maler und Schriftsteller. International bekannt wurde er als Kunstschütze mit dem Pfeilbogen.

## Künstler
Lars Andersen hat an der Hochschule für Bildende Künste der Königlich Dänische Kunstakademie gelernt und war Privatschüler von Otto Frello. Mehrere seiner Werke sind in dänischen Museen und Galerien ausgestellt (National History Museum, Schloss Frederiksborg, Carl Nielsen Museum, Blicheregnens Museum [2000], Trapholt Art Museum [2012]). Bekannt sind auch seine Porträts, etwa des Politikers Mogens Lykketoft, des Physikers Holger Bech Nielsen oder des Kronprinzen Frederik von Dänemark.
In der Öffentlichkeit bekannt wurde er auch für ein zehn Meter langes Abendmahlsgemälde, auf dem unter anderem Bill Clinton, Boris Jelzin, Bill Gates, der Papst und Albert Einstein als Jünger Jesu auftreten. Dies führte zu einem Priesterstreit in Kopenhagen.

## Bogenschütze

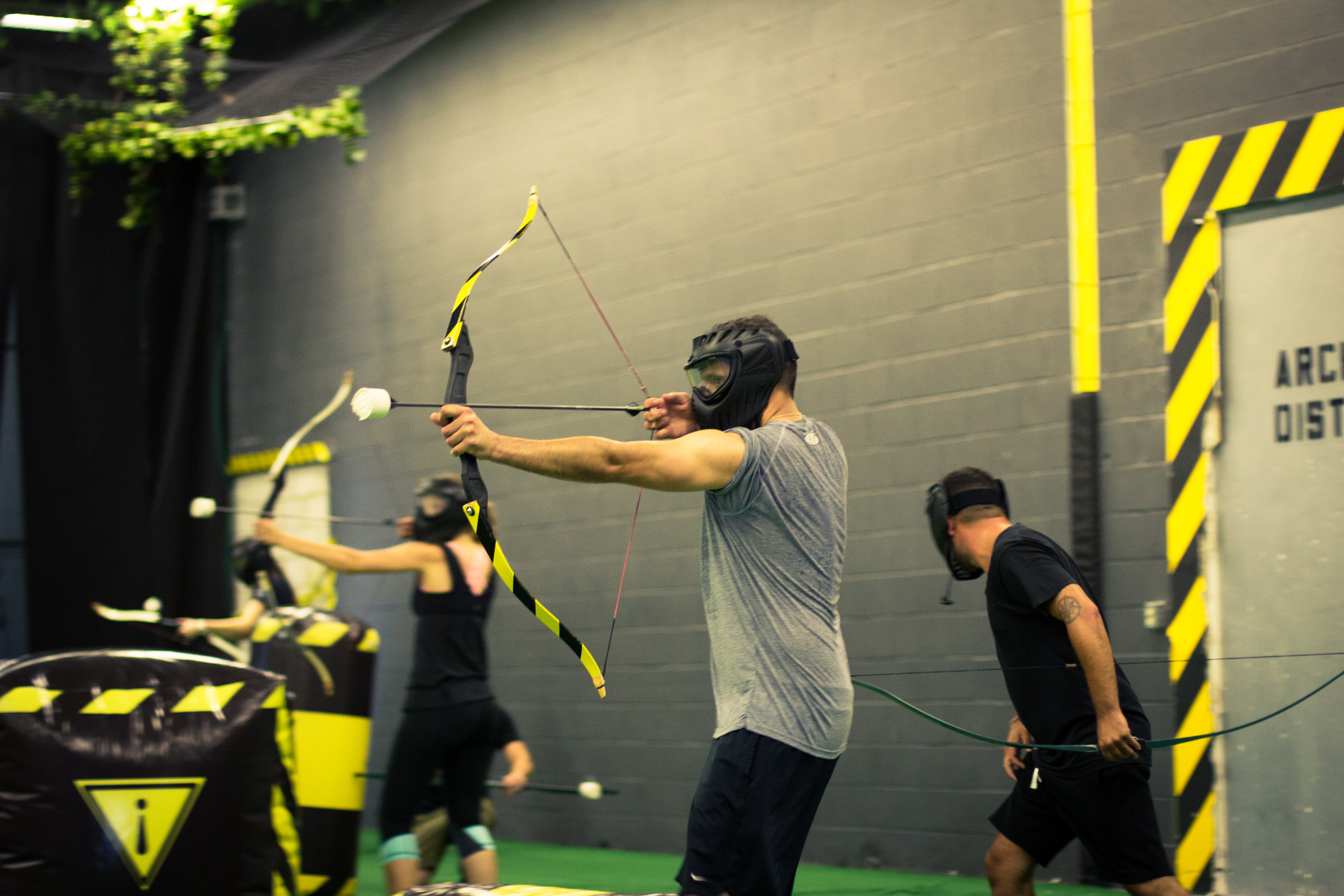
Combat Archery (Toronto)

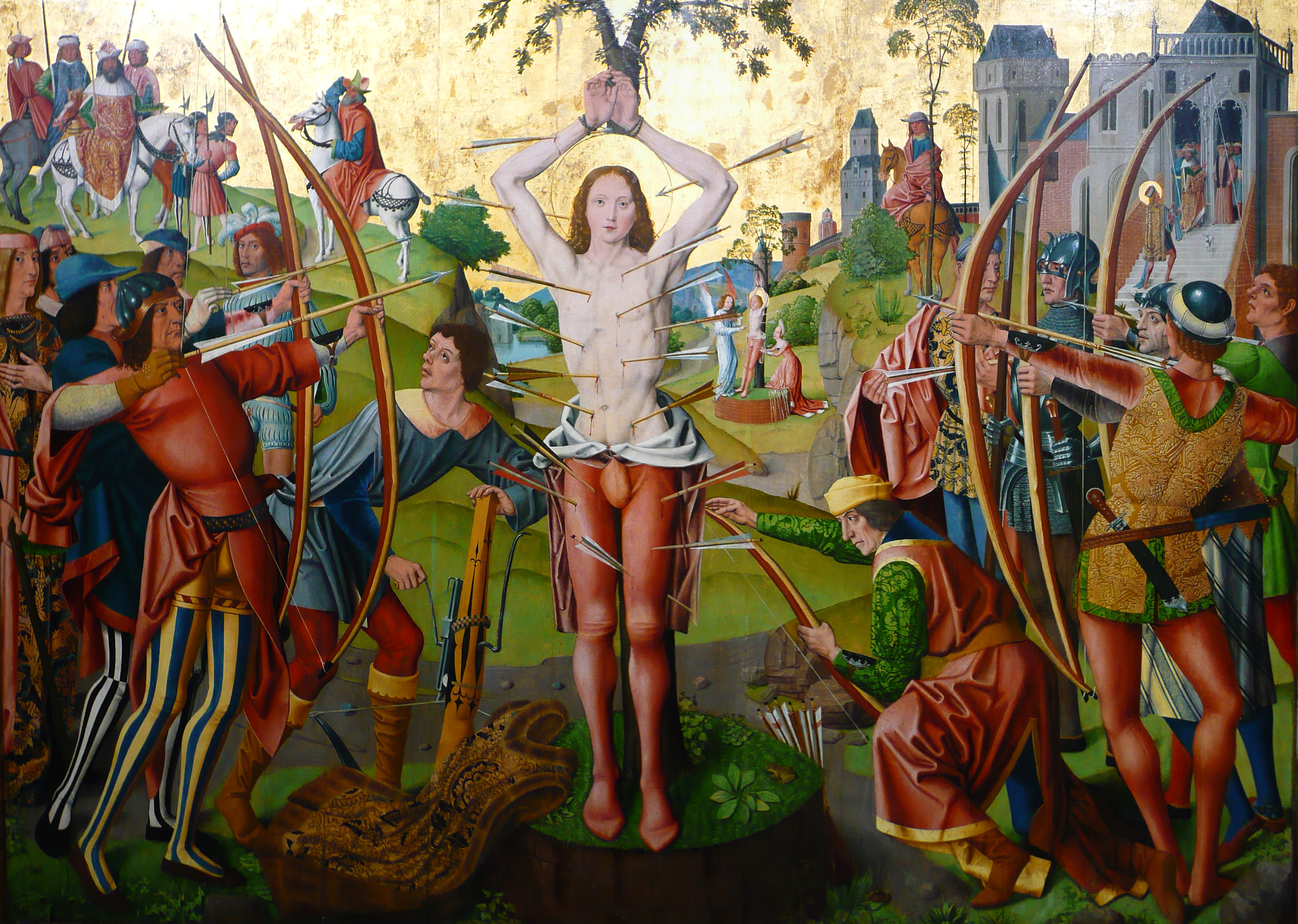
Altarbild von ca. 1493, im Video von 2015 verwendet

2003 entwarf er mit Peter Vorbek des Sportspiel Combat Archery, bei dem zwei Teams mit harmlosen Pfeilen aufeinander schießen, vergleichbar mit Airsoft-Geländespielen. Das Spiel verbreitete sich von Dänemark aus in die Welt, wurde 2011 von John Jackson in den USA professionalisiert, und erhielt eine verstärkte Aufmerksamkeit nach einer ähnelnden Darstellung in der Filmreihe Die Tribute von Panem (ab 2012). Lars Andersen ist Vorsitzender des Verbandes Combat Archery Denmark.
Über die Jahre verbesserte er seine schnelle Schusstechnik, wobei er sich an einem historischen Manuskript über arabisches Bogenschießen von 1500 orientierte (in einer neuen Übersetzung von 2010). Er zeigte seine Erfolge in einem Video und erklärte die Hintergründe in einem Interview im November 2012. Besondere Aufmerksamkeit erhielt er jedoch nach einem YouTube-Video von Januar 2015, in dem er zahlreiche Tricks mit dem Pfeilbogen zeigte, und behauptet, dass eine Reihe von Annahmen zum historischen Bogenschießen (bis zum Mittelalter) falsch seien. Dieses Video erhielt innerhalb einer Woche 23 Millionen Ansichten, und erreichte 60 Millionen Ansichten bis 2022.
In der Folge entwickelte sich eine breite Diskussion unter Geschichtswissenschaftler, Bogenschützen und Reenactment-Teilnehmern. Lars Anderson fasste die Kritik selbst wieder zusammen, erstmals 2015 etwa zwei Monate nachdem das ursprüngliche Video viral ging. 2017 zeigte er dann in einem weiteren viralen Video, neben anderen Tricks, wie man Pfeile aus der Luft fangen und zurückschießen kann. Aufgrund seiner Bekanntheit wurde er für den Hollywood-Film Robin Hood (2018) engagiert, um den Schauspielern passende Tricks beizubringen. Während der Coronakrise fasste er das Thema mit mehreren Kooperationen in einem anderthalbstündigen YouTube-Video 2020 nochmal zusammen.